# Kongregation vom Oratorium des heiligen Philipp Neri

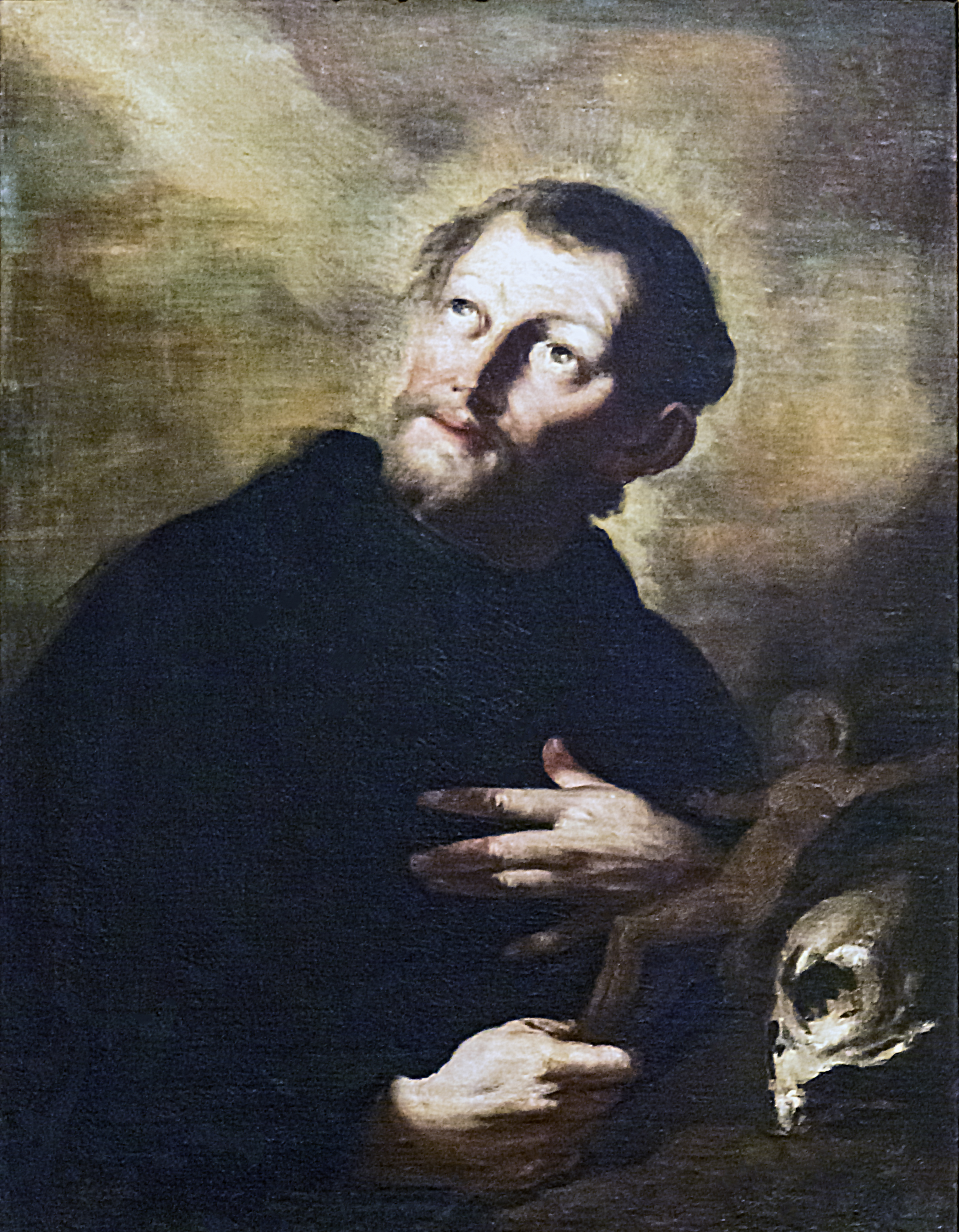
Gründer Philipp Neri (1515–1595) in einer Darstellung von Giuseppe Nogari (1699–1766)

Die Kongregation vom Oratorium des heiligen Philipp Neri (lateinisch Institutum Oratorii Sancti Philippi Nerii, kurz Oratorium oder Oratorianer, Ordenskürzel CO oder Cong. Orat.) ist eine 1575 vom heiligen Philipp Neri in Rom gegründete und von Papst Gregor XIII. in der Bulle Copiosus in misericordia Deus bestätigte Kongregation in der römisch-katholischen Kirche. Nach ihrem Gründer wurden die Oratorianer früher auch verbreitet als Philippiner bezeichnet.
Vom Oratorium des hl. Philipp Neri inspiriert, aber ansonsten unabhängig ist das 1611 durch Pierre de Bérulle gegründete Oratoire de France, dessen Mitglieder ebenfalls als Oratorianer bezeichnet werden.

## Entstehungsgeschichte
Das Oratorium traf sich in einem Raum bei der römischen Bruderschaftskirche San Girolamo della Carità, wo Philipp Neri wohnte. Diese Treffen hatten ihren Mittelpunkt in einem freien Schriftgespräch, was damals eine Neuerung darstellte. Philipp und seine jungen Anhänger kümmerten sich auch um bedürftige Pilger, Kranke und Arme.
Die Zusammenkünfte dieser Gemeinschaft wurden im Unterschied zur auf Latein gefeierten Messe mit Gebeten und Gesängen in der Volkssprache gestaltet und fanden bald großen Zulauf. Schließlich musste dafür ein eigener, größerer Raum eingerichtet werden – das Oratorium („Betsaal“). Die Treffen selbst wurden alsbald gleichfalls „Oratorium“ genannt und lange von der Inquisition misstrauisch beobachtet, da unter anderem Laien in den Zusammenkünften predigten. Von hier aus wurde die volkssprachliche, dramatische Vergegenwärtigung biblischer oder moralischer Themen populär und behielt den Namen Oratorium schließlich als musikalische Gattung. Die musikalischen Darbietungen wurden seit 1571 von Giovanni Pierluigi da Palestrina geleitet, sie waren auf höchstem Niveau und weithin gerühmt. Philipp Neri war der Beichtvater Palestrinas.
Die Kongregation vom Oratorium des hl. Philipp Neri hat mittlerweile Niederlassungen in vielen Ländern. Sie hat sich besonders die Verlebendigung von Gottesdienst und Seelsorge zum Ziel gesetzt. Die Ordensmitglieder sind Priester oder männliche Laien und betreuen meist Pfarreien.

## Die kirchenrechtliche Ordnung des Oratoriums
Am 15. Juli 1575 bestätigte der Papst das Oratorium als Kongregation von Diözesanpriestern und Laien. Die bald in Neapel und anderen Orten entstandenen Neugründungen unterstanden jedoch nicht Philipp Neri, sondern nahmen nach dessen Willen eigene Regeln an und waren autonom, eine Form, die bis heute beibehalten wurde, weshalb die Kongregation keinen Generaloberen kennt.
Seit 1612 gab es eine für das römische Oratorium geltende Grundregel (Instituta Congregationis Oratorii de urbe), die auf päpstliche Weisung dann auch auf die anderen Kongregationen übertragen wurde. Erst 1933 wurde von der römischen Kurie die regelmäßige päpstliche Visitation festgelegt und eine Vertretung aller Oratorien in Person des Generalprokurators eingerichtet; dieser ist jedoch nicht als Generaloberer zu verstehen. Eine für alle verbindliche Ordnung wurde dann 1942 in den Konstitutionen (die die einzelne Kongregation betreffen) und den Generalstatuten (die die Konföderation aller Häuser weltweit betreffen) festgelegt. Diese Dokumente wurden 1969 überarbeitet. Mit dem Erscheinen des Codex Iuris Canonici von 1983 wurden sie erneut angepasst und 1989 in Kraft gesetzt. Seither gab es nur noch kleinere Ergänzungen und Präzisierungen, zuletzt auf dem Generalkongress 2006.

## Generalprokuratoren
- Carlo Naldi (1933–1942)
- Arcadio Larraona (1942–1948)
- Edward Griffith (1948–1958)
- John Nedley (1958–1971)
- Walter Oddone (1971–1978)
- Luigi Romana (1978–1982)
- Antonio Dario (1982–1994)
- Edoardo Aldo Cerrato (1994–2012)
- Mario Alberto Avilés (2012–2018)
- Michele Nicolis (seit 2018)

## Oratorien im deutschsprachigen Raum
Oratorien im deutschsprachigen Raum sind in Aachen, Aufhausen (siehe Kloster Aufhausen), Celle, Dresden, Frankfurt am Main, Glattbrugg (Schweiz), Heidelberg, Hannover, Leipzig-Lindenau, München (Laurentiuskirche) und Wien (Österreich) ansässig.

## Bekannte Oratorianer
- Michel Andrieu
- Kardinal Caesar Baronius
- Werner Becker
- Pierre de Bérulle
- Tommaso Bozio (1548–1610), Historiker und Ikonologe[1]
- Louis Bouyer
- Alfonso Capecelatro di Castelpagano
- Edward Caswall
- Antonio Cesari
- Félix-Jules-Xavier Jourdan de la Passardière
- Frederick William Faber
- Josef Gülden
- Theo Gunkel
- Heinrich Kahlefeld
- Alfons Kirchgässner
- Lucien Laberthonnière
- Nicolas Malebranche
- Jean-Baptiste de Mirabaud
- Kardinal John Henry Newman
- Adolphe Perraud
- Bartolomeu de Quental
- Urbain Rouziès
- Hermann Seifermann
- Franz Peter Sonntag
- Otto Spülbeck
- Ernst Tewes
- Wolfgang Trilling
- Oliver Wintzek